# Каллахан, Билл
Билл Каллахан (англ. Bill Callahan; род. 3 июня 1966, Силвер-Спринг) — американский певец, гитарист и поэт-песенник, известный также под сценическим именем Smog. Работает в жанре альтернативной музыки (лоу-фай, альт-кантри).

## История
Родился в Силвер-Спринг (Мэриленд).
Несмотря на то, что он родился в Мэриленде (США), семья Каллахана в общей сложности восемь лет прожила в Кнаресборо, в северной части Йоркшира в Англии, с четырехлетним возвращением в Мэриленд с 1969 по 1973 год. Его родители работали языковыми аналитиками в Агентстве национальной безопасности.

## Альбомы

### Как Smog
- Sewn to the Sky (1990)
- Forgotten Foundation (1992)
- Julius Caesar (1993)
- Burning Kingdom (1994)
- Wild Love (1995)
- Kicking a Couple Around (1996)
- The Doctor Came at Dawn (1996)
- Red Apple Falls (1997)
- Knock Knock (1999)
- Dongs of Sevotion (2000)
- Rain on Lens (2001)
- Accumulation: None (2002)
- Supper (2003)
- A River Ain't Too Much to Love (2005)

### Как Bill Callahan
- Woke on a Whaleheart (2007)
- Sometimes I Wish We Were an Eagle (2009)
- Apocalypse (2011)
- Dream River (2013)
- Have Fun with God (2014)
- Shepherd in a Sheepskin Vest (2019)
- Gold Record (2020)

## Синглы
- «My Shell» / «Astronaut» — 1991
- «A Hit» — 1994
- «Came Blue» / «Spanish Moss» — 1996
- «Ex-Con» — 1997
- «Held» — 1998
- «Look Now» — 1999
- «Cold Blooded Old Times» — 1999
- «Strayed» — 2000
- «Rock Bottom Riser» — 2006
- «Diamond Dancer» — 2007
- «Wind and the Dove» (live) — 2010

## Фильмография
- Пола Икс (Pola X, 1999)
- Apocalypse: A Bill Callahan Tour Film (2012)
- I Used to Be Darker (2013)